# Publio Licinio Nerva
Publio Licinio Nerva fue un político de la República romana. Siendo pretor, fue nombrado gobernador de Sicilia en 104 a. C. Habiendo fracasado en controlar una rebelión de esclavos que rápidamente se convirtió en la segunda guerra servil, fue sustituido al final de su mandato por Lucio Licinio Lúculo.